# 塔索广场 (索伦托)

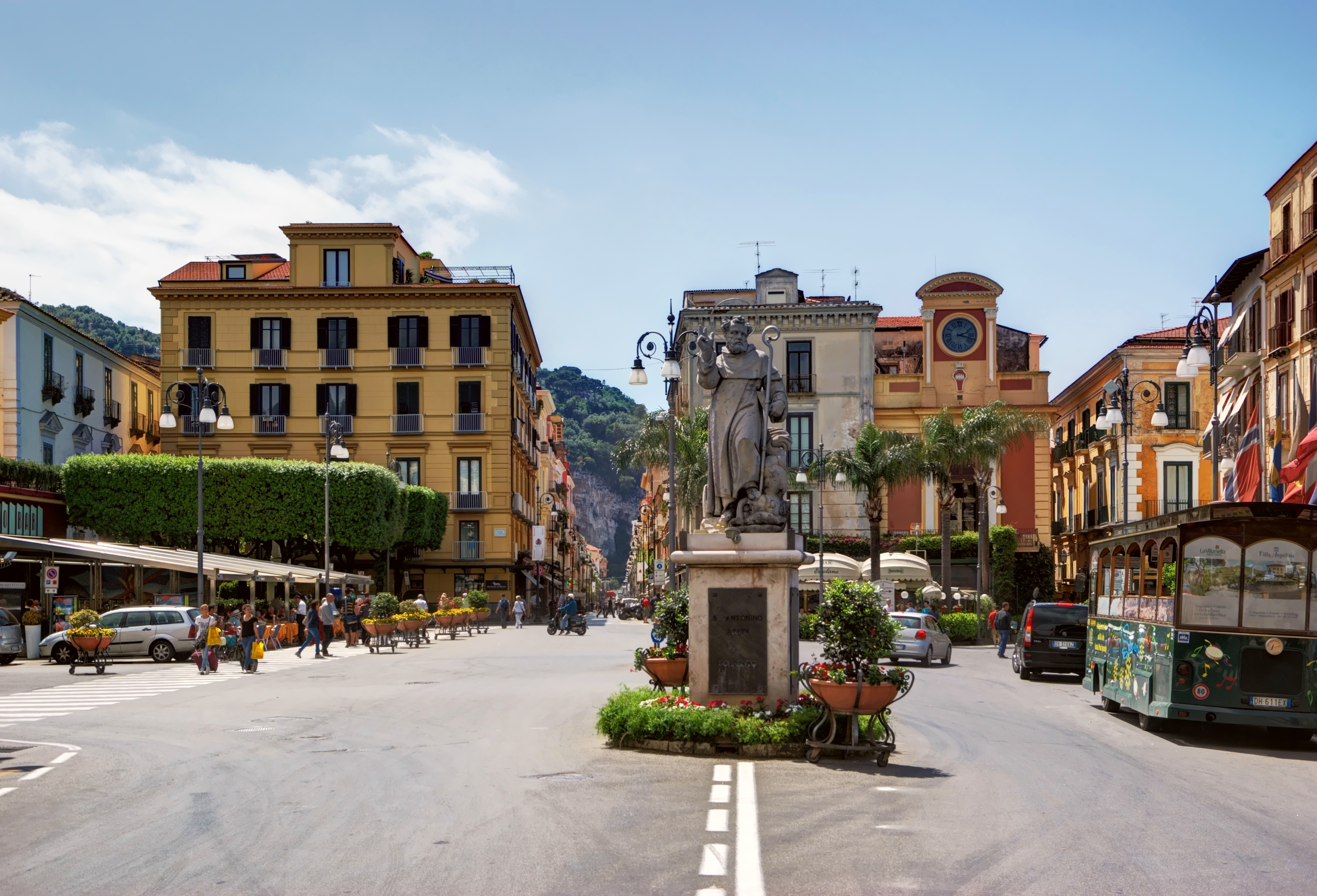
塔索广场

塔索广场（Piazza Tasso）是意大利南部城市索伦托的中心广场，以诗人托尔夸托·塔索命名。
广场上有巴洛克式教堂圣母圣衣朝圣地。广场上矗立圣安东尼阿巴特雕像。从广场可进入购物街圣凯撒略街。
塔索广场附近还有是科雷亚莱宫现在是一个博物馆，科雷亚莱博物馆。